# Kispest
Kispest (/ˈkiʃpɛʃt/) est un quartier situé dans le 19e arrondissement de Budapest. 

## Personnalité liée au quartier
- Edmond Virag (1911-1996), dit Eddy Weiskopf, footballeur international, est né dans le quartier[1].
- Louis Spitz, né à Kispest, le 21 octobre 1913 et décédé en 1986. Peintre de la Provence. A vécu sur la Côte d'Azur puis à Callas[2].